# Мотоспорт

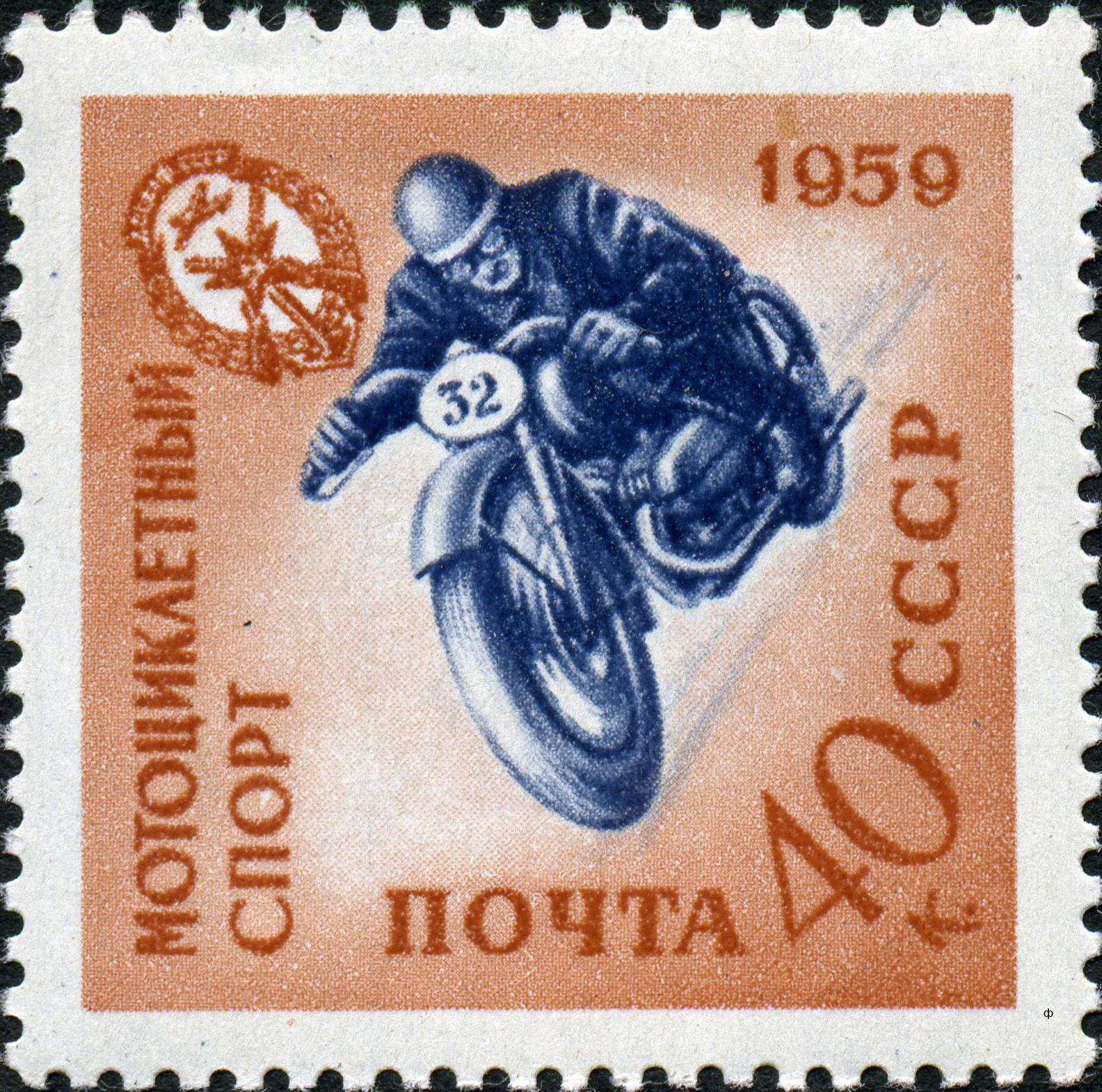
Почта СССР, 1959 г. Мотоциклетный спорт.

Мотоспорт, Мотоциклетный спорт — технический вид спорта, основу которого составляет взаимодействие спортсмена с различной мотоциклетной техникой.

## Возникновение мотоспорта

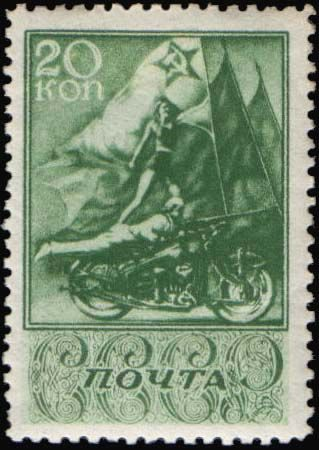
Почтовая марка, 1938 год. Серия «Спорт в СССР». Мотоспорт

Считается, что мотоспорт возник вместе с изобретением мотоцикла. В 1885 году Готтлиб Даймлер изобрел первую машину для верховой езды, а в 1887 году французская фирма «Де Дион-Бутон» наладила серийное производство трициклов. Однако, первые мотоциклы были встречены обществом с большим недоверием. Лучшим доказательством преимуществ нового вида транспорта производители посчитали соревнования «механических экипажей» в трудных условиях. Доказательство практической применимости мотоцикла как транспортного средства было основным организационным принципом гонок на мотоциклах периода 1894—1903 гг.
Организатором первых мотоциклетных гонок считается Автомобильный клуб Франции, учрежденный в 1895 г. Благодаря АКФ, Франция в течение многих лет оставалась центром мотоциклетного спорта, а отправной точкой соревнований долгое время являлся Париж.
На рубеже XIX—XX века проводились главным образом автомотопробеги на длинные дистанции по обычным дорогам. Первый скоростной совместный пробег автомобилей и двух мотоциклов проходил по маршруту Париж — Бордо — Париж в 1895 году, дистанция составила около 1200 км.
В 1898 г. АКФ определяла как «мотоцикл» все самодвижущиеся экипажи весом до 200 кг. Такое толкование открывало доступ в класс мотоциклов четырёхколесным машинам и трициклам.
Во время гонки участники могли беспрепятственно ремонтировать мотоциклы и буксировать их в случае повреждения на неограниченное расстояние. Однако, въезд на финиш или в этап должен был осуществляться за счёт работы собственного двигателя.
Между этапами в ночное время применялся «режим закрытого парка» (regime du pare ferme), то есть водители и механики не имели права заниматься починкой или другими работами с мотоциклом в промежуток между двумя этапами. Время прохождения гонщиками на мотоциклах через населённые пункты из расчёта гонки исключалось в целях безопасности (принцип «нейтрализации»).
Несмотря на то, что первые официальные мотоциклетные гонки состоялись в Вене в 1899 году, окончательное разделение соревнований на автомобильные и мотоциклетные произошло только в начале 20 века.
8 июля 1904 года была основана Международная федерация мотоциклетных клубов (ФИКМ). Создание подобной организации было продиктовано тем, что к этому времени уже определилась специфика авто- и мотоспорта и возникла необходимость в установлении единой терминологии. Под эгидой ФИКМ стали проводиться международные мотосоревнования.

## Эволюция мотоспорта
Основным видом соревнований изначально оставались шоссейные гонки-пробеги на длинные дистанции. Однако, для зрителей они не вызывали особого интереса. Кроме того, эти гонки шли с «нейтрализацией», но даже это не исключало несчастных случаев во время соревнований. Для повышения зрелищности и популярности мотосоревнований начали проводиться мотогонки на ипподромах и велотреках, а затем и на специальных мототреках, которые были закрыты от пешеходов и общественного транспорта и могли проходить безостановочно.
Кроме того, появляются специальные испытания мотоциклов в соревнованиях по подъёму на холм и шоссейно-линейных гонках на установление рекорда скорости. Возникновение новых видов соревнований стимулировало создание специальных спортивных и гоночных мотоциклов.
Недостаточная зрелищность длинных шоссейных пробегов привела к возникновению шоссейно-кольцевых гонок. Прототипом гонки по замкнутому дорожному маршруту ограниченной длины с многократным прохождением круга стала серия гонок в бельгийских Арденнах, организованная Бельгийским Автомобильным Клубом в 1902 г.
Первые шоссейные состязания, организованные Французским Мотоциклетным Клубом на «Интернациональный Кубок», прошли в 1904—1905 гг. К участию допускались все страны, но только на технике собственного производства. В Англии на острове Мэн в 1907 году была организована собственная гонка — для стимуляции технического развития мотоциклетного строения, проводится она по сей день и известна как «Турист Трофи» (Isle of Man TT). Изначально для поощрения принципа экономичности расход бензина мотоциклов был ограничен. В 1909 г. это ограничение было снято и гонки Т. Т. стали исключительно скоростными.
С развитием дорожных гонок продолжалась работа по достижению максимальных скоростей в рекордных заездах на различные дистанции. Осуществимо это было только на прямых участках автострад или специальных треках. При этом к конструкции мотоцикла предъявлялись своеобразные требования — поворотливость и управляемость на виражах, а также процесс разгона и торможения играли здесь второстепенную роль.
Соединение скоростных соревнований с ездой по бездорожью привело к появлению мотокроссов — гонок по пересеченной местности. Считается, что начало подобным состязаниям было положено в 1908 году в Лондоне традиционной английской гонкой «погоня за лисой». В ней приняли участие конные кавалеристы наравне с мотоциклистами. Однако, только после первой Мировой войны в европейских странах была найдена наиболее удачная форма проведения мотокроссов.
В 1913 году испытания мототехники на плохих проезжих дорогах были официально включены в первые ежегодные шестидневные соревнования на регулярность движения — International Six Day Trial (ISDT). Позже эти соревнования получили название «эндуро».
В 1930-е годы наибольшую популярность приобретают трековые гонки, при этом улучшается качество трасс, растут скорости специальных гоночных мотоциклов.
С течением времени появляются и развиваются все новые виды спорта, связанные с мотоциклами. В настоящее время известно достаточное количество мотоциклетных дисциплин, выросших из развлекательных программ или шоу и ставших вполне самостоятельными видами спорта — например, таких как стантрайдинг, мотофристайл или супермото.

## Мотоциклетные дисциплины
Все официальные спортивные соревнования регламентируются спортивным кодексом. В России на настоящий момент правила по каждой дисциплине мотоциклетного спорта устанавливаются в соответствии с Кодексом МФР и издаются отдельной брошюрой. Любые новые или дополнительные правила, принятые МФР, должны включаться в Кодекс или в приложения к нему.
Обычно различают следующие дисциплины мотоциклетного спорта:

### Трековые дисциплины (спидвей)

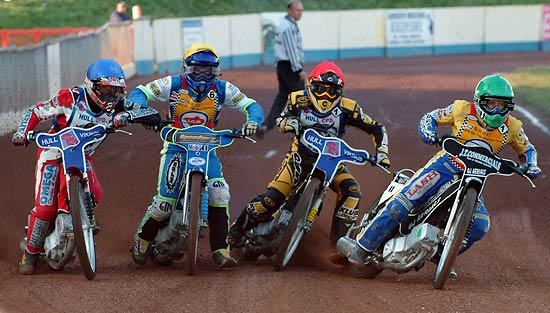
Спидвей

Трековые дисциплины — соревнования, проводимые на эллиптическом треке, на дорожке со специальным гаревым, ледяным, земляным или травяным покрытием, имеющей два прямых участка и два левых поворота постоянного радиуса, без видимых виражей. В мире получили развитие следующие разновидности:
- гонки на гаревой дорожке (спидвей),
- гонки по длинному треку (гросспидвей),
- Мотогонки на льду.

В трёх основных видах обычно проводят официальные соревнования под эгидой ФИМ. Но не все треки для спидвея и национальные правила отвечают международным требованиям.

### Мотокроссовые дисциплины

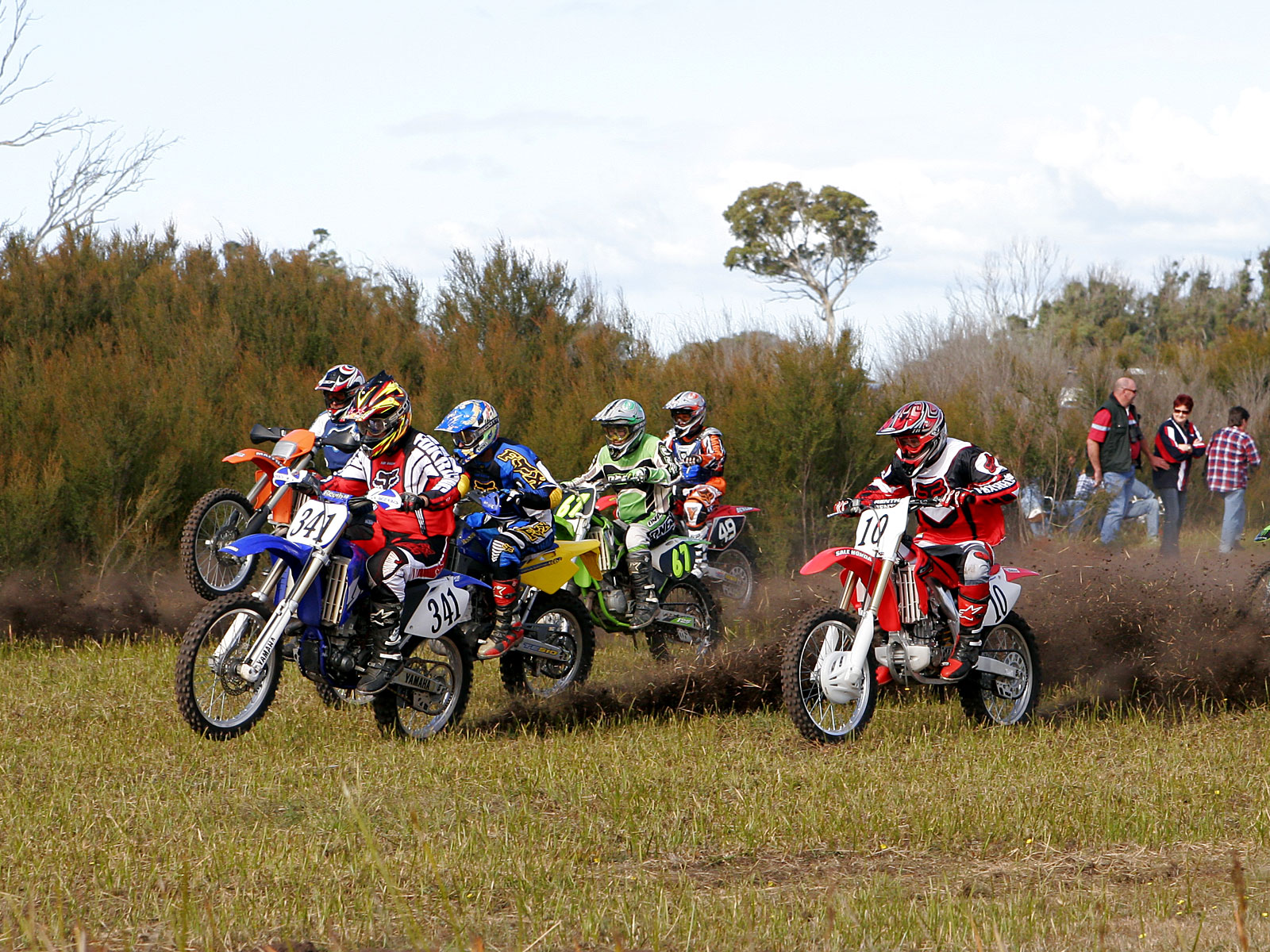
Мотокросс

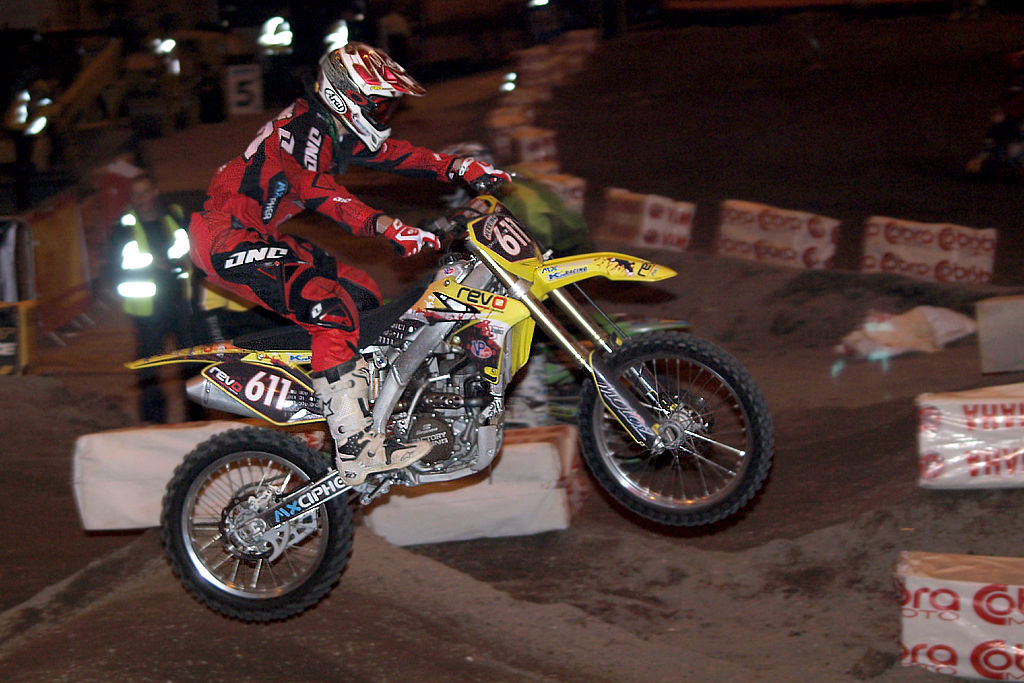
Суперкросс

Мотокроссовые дисциплины — гонки, проводимые на пересеченной местности или специальной площадке по замкнутой трассе с естественными препятствиями. Обычно различают:
- классический мотокросс — длина трассы должна быть не менее 1,5 км и не более 3 км, средняя скорость гонщиков не должна превышать 50 км/ч,
- стадион-кросс, или суперкросс — соревнование, проводимое на стадионе под открытым небом или в зале по кроссовой трассе с использованием в качестве покрытия естественных материалов (песок, земля, дёрн и т. д.), длина трассы должна быть не менее 300 м в закрытых залах и 400 м на открытых стадионах.

### Супермото

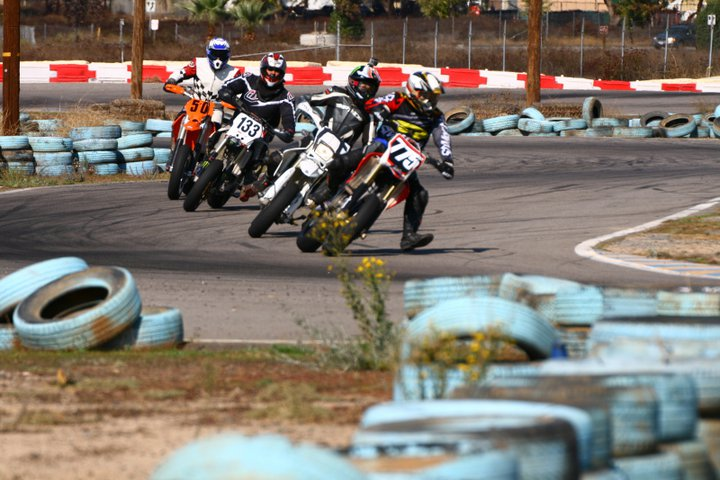
Супермото

Супермото — соревнования на специальных мотоциклах проводимых на трассе с асфальтовым покрытием с включением элементов и участков трассы мотокросса (70 % — асфальтовое покрытие, 30 % — грунтовая дорога с препятствиями). Длина дистанции — от 500 до 2000 м.

### Эндуро

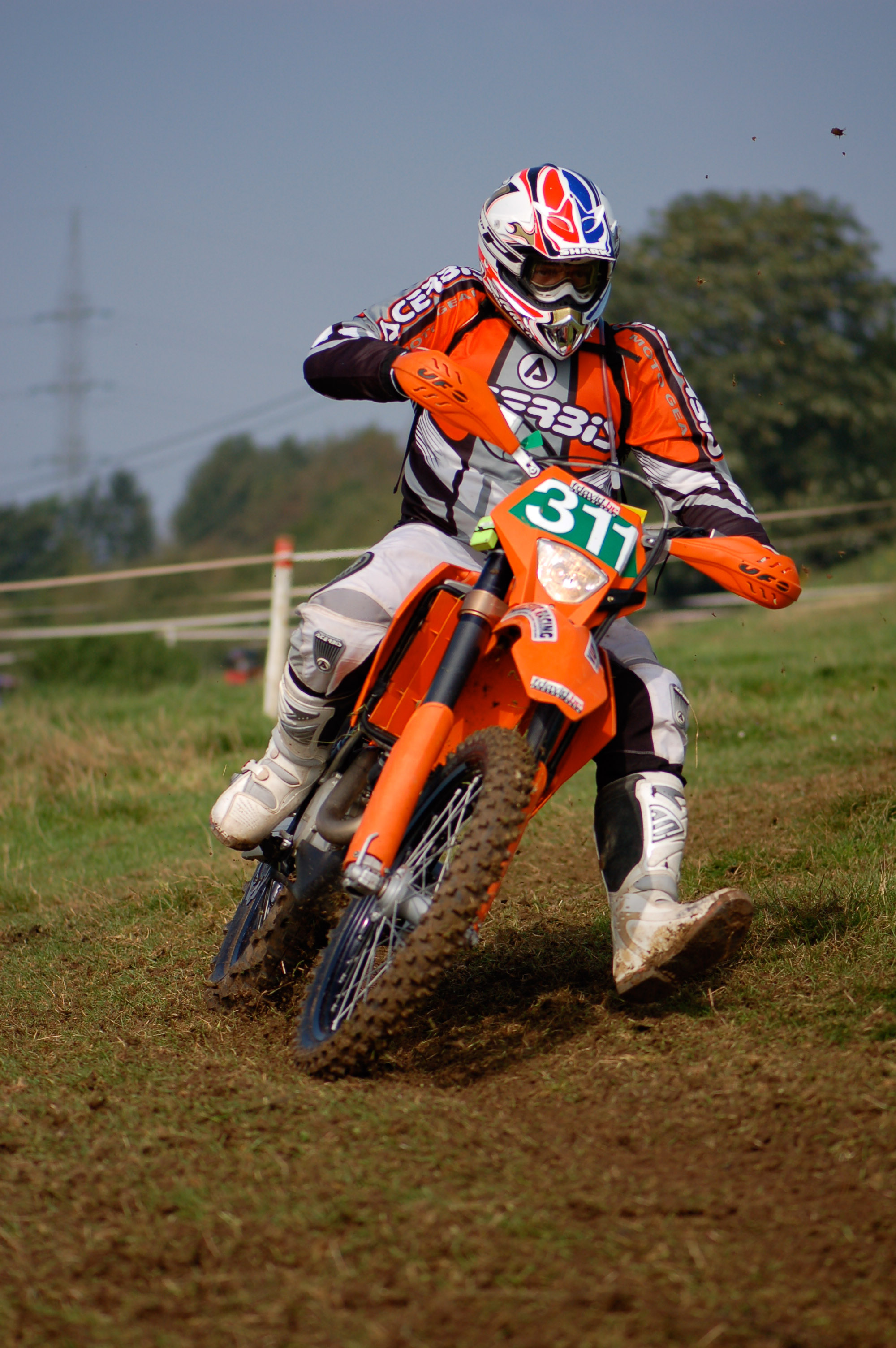
Эндуро

Эндуро — соревнования на мотоциклах, проводимые на дорогах с различным покрытием и по пересеченной местности с соблюдением заданного графика движения и выполнения условий дополнительных состязаний.
Отдельно выделяют смежные дисциплины с элементами эндуро:
- классическое эндуро,
- экстремальное эндуро,
- хард эндуро,
- бахи,
- ралли-рейды на мотоциклах.

### Кросс-кантри
Кросс-кантри отличается от классического эндуро отсутствием участков, по которым гонщики перемещаются как обычные участники дорожного движения. Международная Мотоциклетная Федерация определяет кросс-кантри как самостоятельную дисциплину мотоспорта.

### Эндуро-кросс

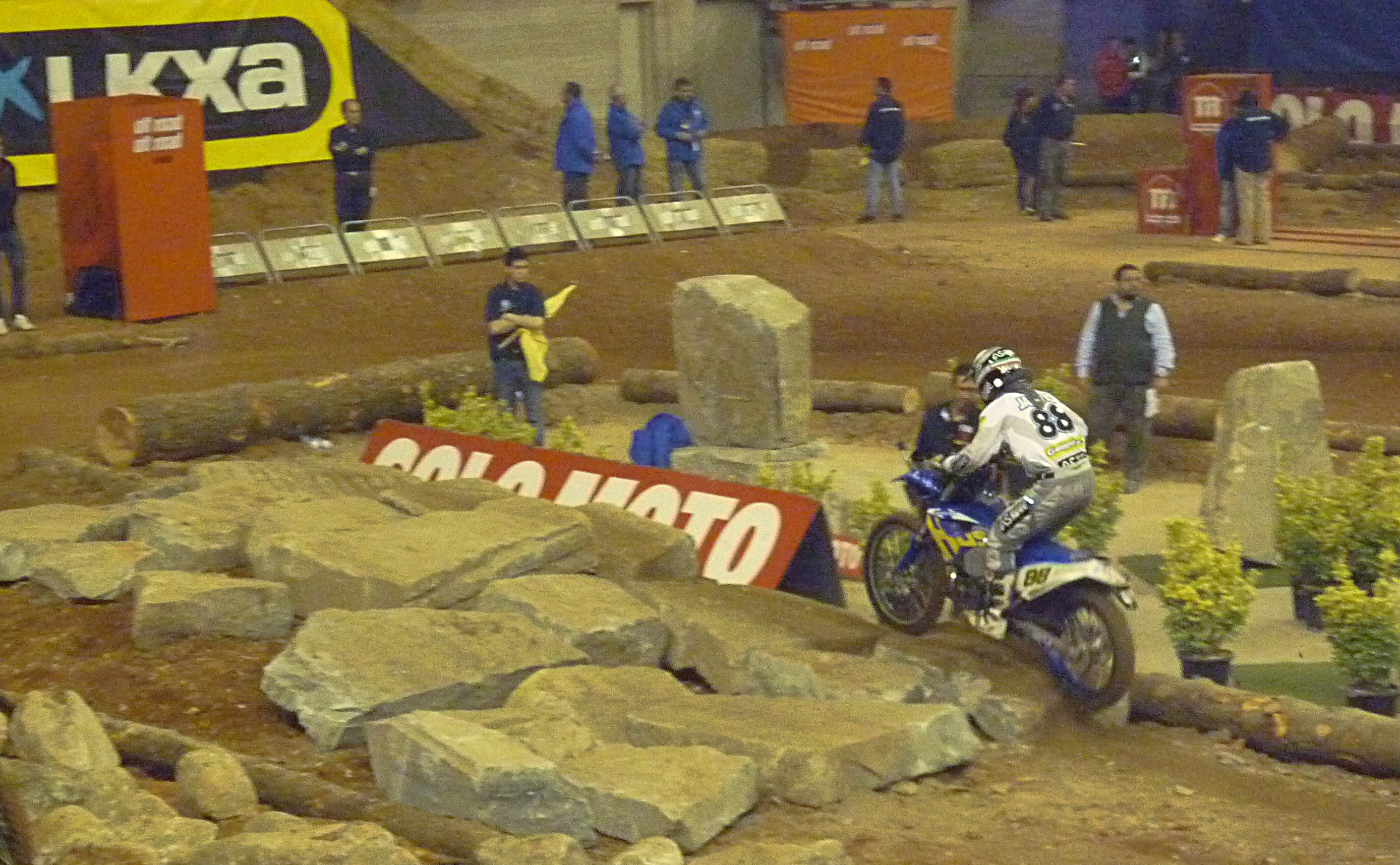
Эндурокросс

Эндуро-кросс — гибрид суперкросса, триала и эндуро.

### Шоссейно-кольцевые гонки

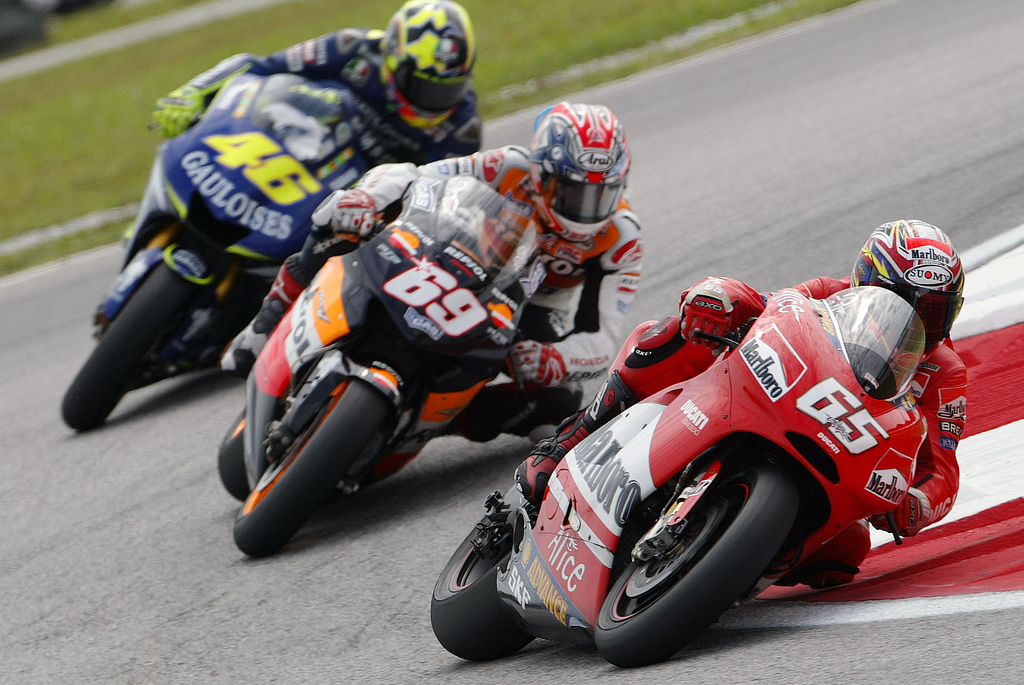
ШКМГ

Шоссейно-кольцевые гонки — соревнования по замкнутой трассе с высококачественным асфальтовым покрытием. Длина круга кольцевой гонки должна быть не менее 3 км. Характерная особенность этого вида мотоспорта — наличие большого числа крутых правых и левых поворотов, преодолеваемых гонщиками на высоких скоростях.
Гонки могут проводиться как на специально построенных мотоциклах (МотоГП), так и дорожных мотоциклах различной степени доработки (но не всегда, в зависимости от погоды) (Супербайк).

### Шоссейно-кольцевые гонки на выносливость
Шоссейно-кольцевые гонки на выносливость (эндуранс) — состязания команд, спортсмены которых меняются в процессе соревнования, управляя при этом только одним своим мотоциклом.

### Мотобол

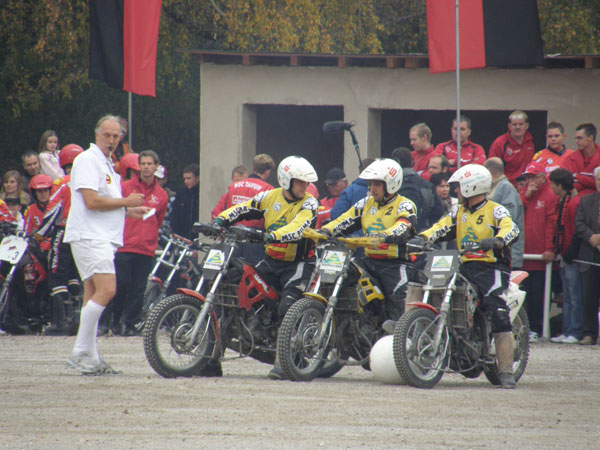
Мотобол

Мотобол — игра двух противоборствующих команд на мотоциклах, стремящихся забить мяч в ворота соперников, защищаемые вратарем. Команда состоит из 6 игроков: трёх нападающих, защитника, вратаря и запасного. Все игроки, кроме вратаря, на мотоциклах. Продолжительность игры 80 минут, разделённых на 4 периода по 20 минут.

### Мототриал

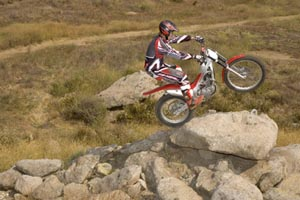
Триал на открытом воздухе

Мототриал — соревнования по короткой трассе на пересеченной местности или площадке с искусственными препятствиями, где оценивается мастерство гонщика при их преодолении с лимитом времени прохождения дистанции, в маршрут которой включаются контролируемые труднопроходимые участки. В соревнованиях используются специальные триальные мотоциклы, имеющие характерную геометрию, непригодную для сидения, все трюки выполняются стоя.

### Шоссейно-линейные гонки
Шоссейно-линейные гонки — соревнования на дороге с усовершенствованным покрытием между двумя контрольными пунктами, закрытой на время соревнований для движения транспорта и пешеходов. Гонки проводятся только на мотоциклах дорожного типа всех классов.

### Скийоринг

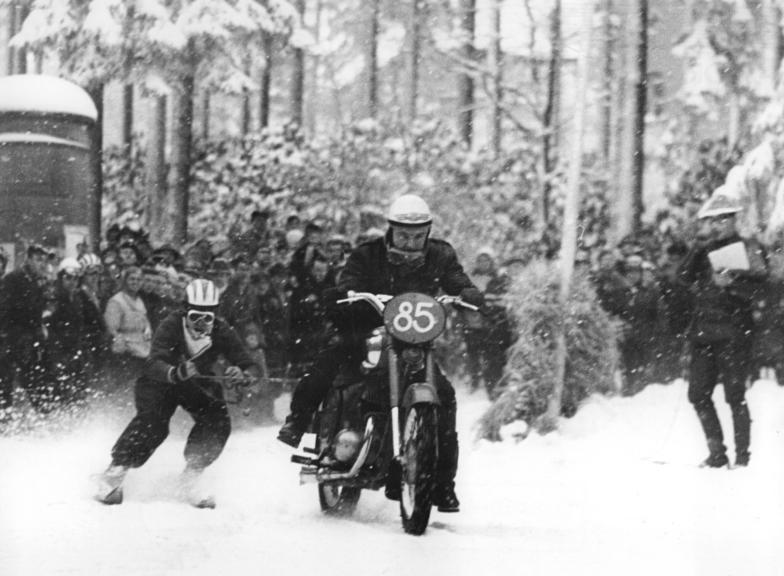
Скийоринг

Скийоринг — соревнования экипажей, состоящих из гонщиков на мотоциклах или снегоходах, каждый из которых буксирует лыжника по незамкнутой или круговой снежной, ледяной или смешанной трассе или между контрольными пунктами. На мотоциклах не допускается применение шипов и цепей противоскольжения.

### Фигурное вождение
Фигурное вождение (во многих странах получило распространение как «Moto Gymkhana») — соревнования по выполнению специальных упражнений на ровной горизонтальной, имеющей твёрдое гладкое покрытие площадке с особой разметкой и искусственными препятствиями. Допускаются участники с любым стажем вождения на мотоциклах-одиночках дорожного типа любых классов, мотороллерах и мопедах. На одном мотоцикле разрешается выступать нескольким участникам.

### Заезды на установление рекордов
Заезды на установление рекордов — проводятся на специальных трассах для достижения максимальной скорости или другого показателя. Обычно различают:
- рекорды скорости на короткие дистанции,
- рекорды скорости на длинные дистанции,
- рекорды по времени,
- местные рекорды скорости,
- рекорды трассы.

### Мотофристайл (FMX)

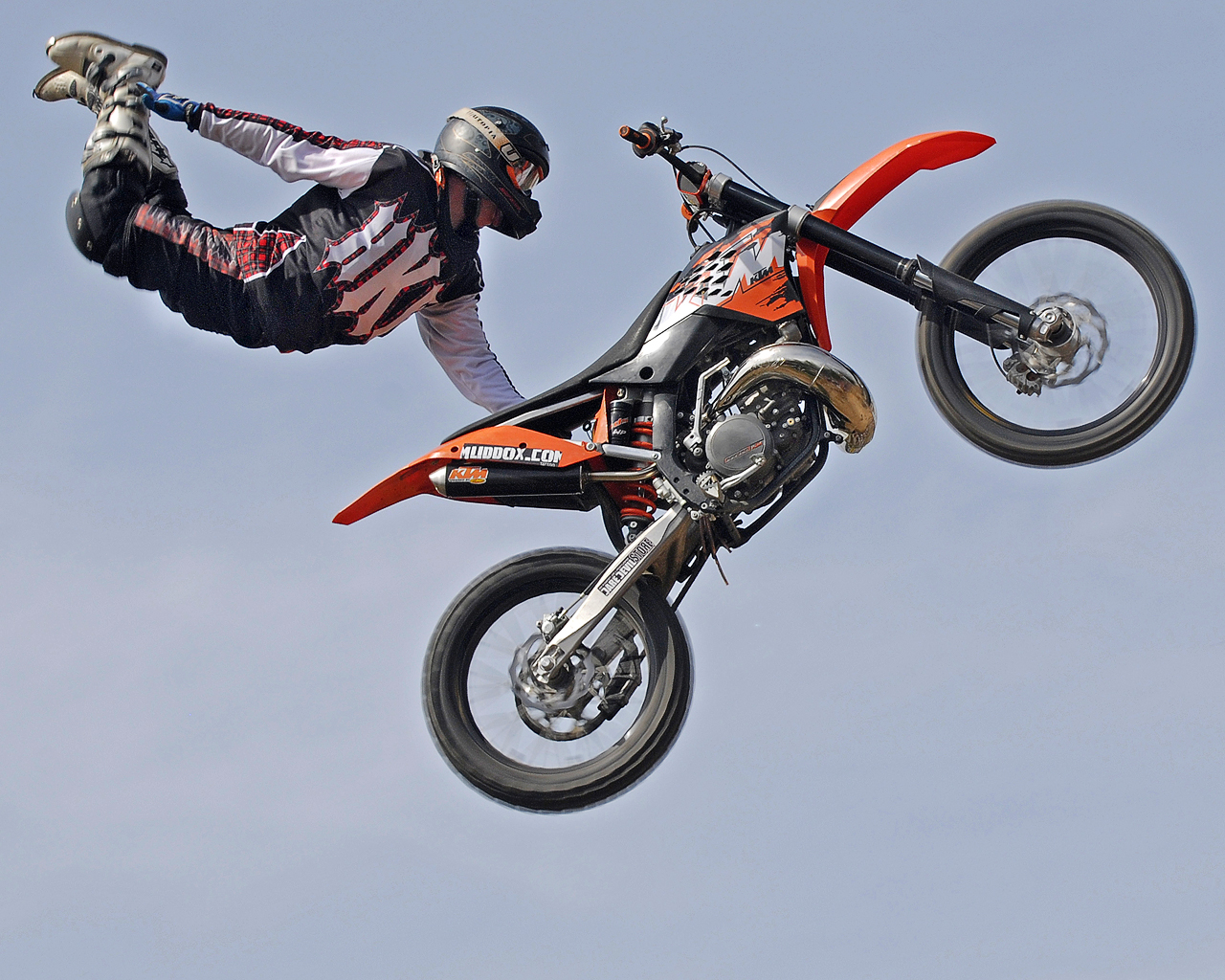
Мотофристайл

Мотофристайл представляет собой затяжные прыжки с трамплина в длину на кроссовых мотоциклах с выполнением спортсменом акробатических номеров в прыжке. Был признан FIM отдельным видом спорта лишь в 2005 году, хотя соревнования на мировом уровне (то есть с участием сильнейших райдеров разных континентов) проводились ещё с 1999 года.

### Стантрайдинг

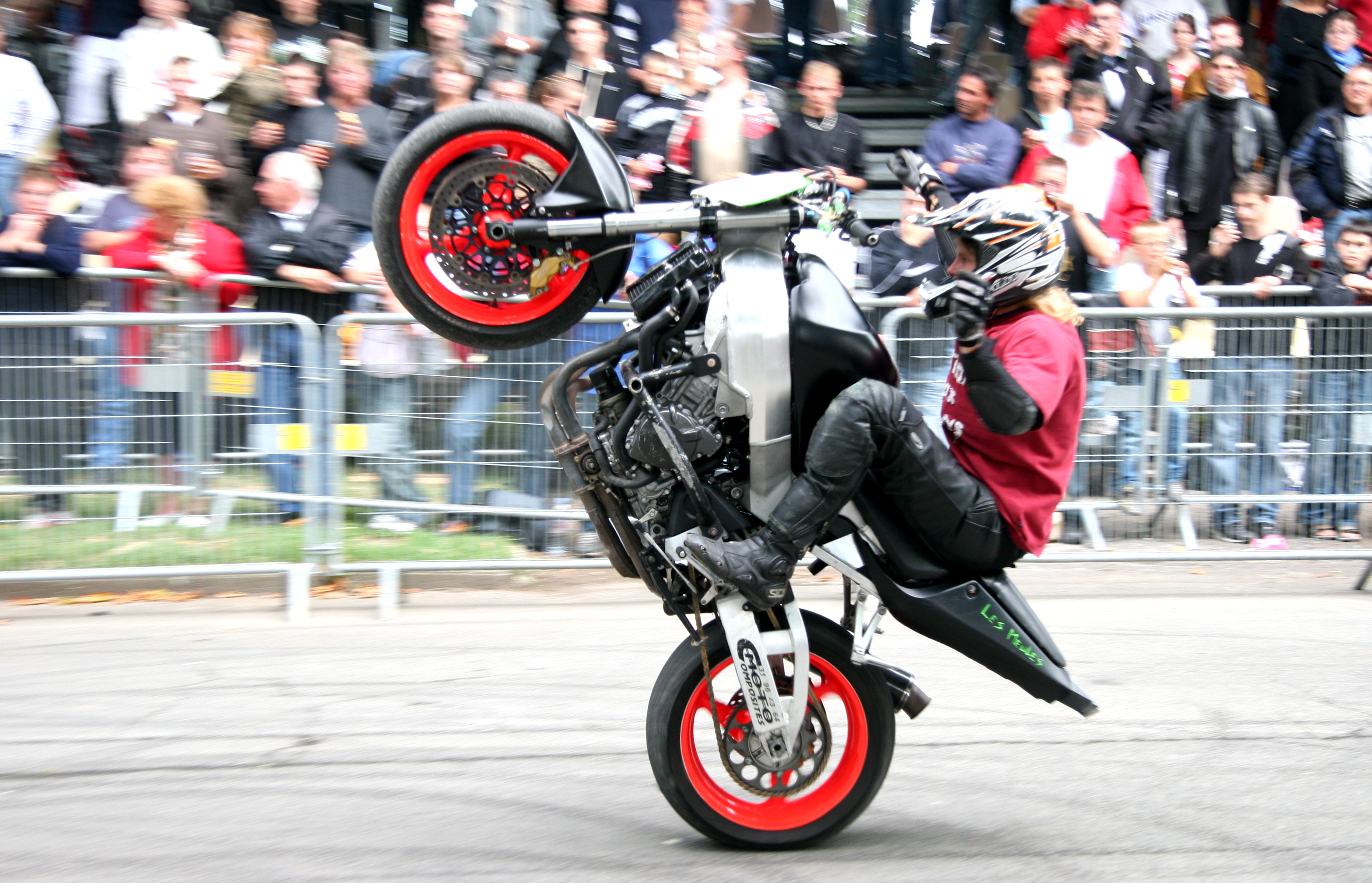
Стантрайдинг

Стантрайдинг — трюковая езда на спортивном мотоцикле. Как прикладная дисциплина существует давно, однако, как официальный вид спорта признан ФИМ только в 2024 году. Неофициальные чемпионаты мира, собирающие сильнейших райдеров планеты, проводятся регулярно в Европе вот уже несколько лет подряд. В России до 2008 года соревнований по стантрайдингу не проводилось.
С 2009 года на постсоветском пространстве проводится Чемпионат Восточной Европы по Стантрайдингу.

### Другие дисциплины

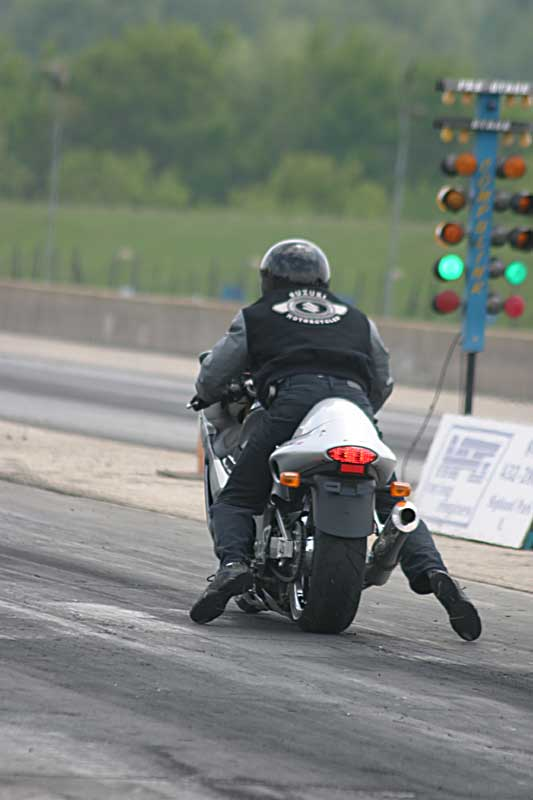
Дрэг-рейсинг

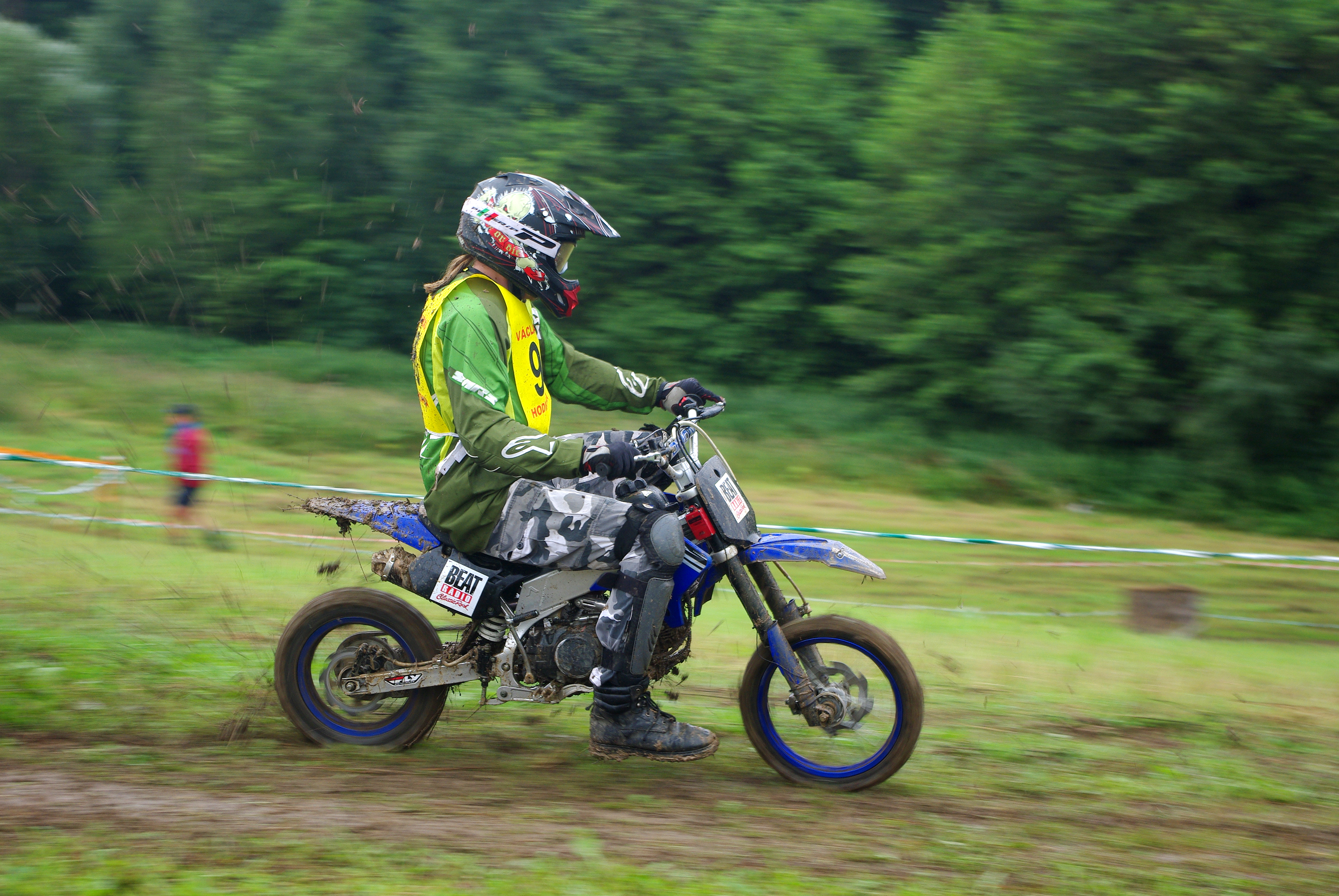
Мотокросс на питбайках

Кроме перечисленных выше, могут проводиться и другие соревнования по временным правилам или условиям, оговорённым в положении например, моторалли, хилклимбинг (подъём на холм), мотоориентирование, мотоэстафеты, мини-мотобол, мини-мотокросс, рейды-марафоны, гонки на спринтерах и драгстерах.
К мотоциклетным дисциплинам обычно также относят (и указывают в спортивном кодексе):
- Гонки на снегоходах (кросс или эндуро) — гонки по снежной трассе с различными препятствиями на пересечённой местности.
- Трофи-рейды на квадроциклах.
- Шоссейно-кольцевые гонки на скутерах и мини-мотоциклах. Соревнования проводятся на треках или картинговых трассах. Мини-байки делятся на два класса: мини и миди. В России основные соревнования по мини-байку (Кубок России) проходят совместно со скутерными соревнованиями.

## Мотоциклетные виды спорта, включенные в ВРВС
Всероссийский реестр видов спорта (ВРВС) создан с целью совершенствования статистической отчётности в области физической культуры и спорта, а также систематизации видов спорта и спортивных дисциплин, культивируемых на территории Российской Федерации. Виду спорта, включенному в ВРВС, присваивается базовый номер-код, состоящий из 11 знаков.
Как вид спорта «Мотоциклетный спорт» в России включен во ВРВС под номером 0910005511Я.
Наименование дисциплины / Номер-код дисциплины
- гонки на гаревой дорожке — класс 500 — командные соревнования / 0910461511А
- гонки на гаревой дорожке — класс 500 — среди пар / 0910471511М
- гонки на льду — класс 125 / 0910013511А
- гонки на льду — класс 500 — командные соревнования / 0910453511М
- гонки на льду — класс 500 / 0910033511М
- гонки на гаревой дорожке — класс 80 / 0910041511Ю
- гонки на гаревой дорожке — класс 125 / 0910051511Ю
- гонки на гаревой дорожке — класс 500 / 0910061511А
- гонки на длинном треке — класс 80 / 0910071511Ю
- гонки на длинном треке — класс 125 / 0910081511Ю
- гонки на длинном треке — класс 500 / 0910091511А
- гонки на травяном треке — класс 80 / 0910101511Ю
- гонки на травяном треке — класс 125 / 0910111511Ю
- гонки на травяном треке — класс 500 / 0910121511А
- кросс-кантри — класс «Open» / 0910331511Л
- кросс-кантри — класс 450 / 0910321511М
- кросс — квадроциклы / 0910361511Л
- мотокросс — класс 50 / 0910131511Н
- мотокросс — класс 65 / 0910141511Н
- мотокросс — класс 85 / 0910151511Н
- мотокросс — класс «Open» / 0910281511Л
- мотокросс — класс 125 / 0910161511Г
- мотокросс — класс 250 / 0910171511М
- мотокросс — класс 500 / 0910021511М
- мотокросс — командные соревнования / 0910291511Л
- мотокросс с коляской — класс 500 / 0910181511М
- мотокросс с коляской — класс 750 / 0910191511М
- суперкросс — класс 125 / 0910301511Н
- суперкросс — класс 250 / 0910311511М
- супермото — класс 250 / 0910341511М
- супермото — класс 450 / 0910351511М
- эндуро — квадроциклы / 0910371511Г
- кросс на снегоходах / 0910203511А
- шоссейно-кольцевые гонки — класс «Minibike» / 0910441511Я
- шоссейно-кольцевые гонки — класс «Superbike» / 0910391511Л
- шоссейно-кольцевые гонки — класс «Supersport» / 0910401511Л
- шоссейно-кольцевые гонки — класс «Superstok 600» / 0910411511Л
- шоссейно-кольцевые гонки — класс «Superstok1000» / 0910421511Л
- шоссейно-кольцевые гонки — класс 125 / 0910211511А
- шоссейно-кольцевые гонки — класс 250 / 0910221511М
- шоссейно-кольцевые гонки — класс 500 / 0910231511М
- шоссейно-кольцевые гонки на выносливость — командные соревнования / 0910431511Л
- мотобол / 0910242511А
- мототриал / 0910251511А
- трофи-рейд — квадроциклы / 0910381511Л
- эндуро на мотоциклах / 0910261511А
- эндуро на снегоходах / 0910273511А

Все вышеперечисленные дисциплины имеют спортивное международное объединение и получили признание МОК (Международного Олимпийского Комитета), не имеют ведомственной принадлежности.